# Herinneringsmedaille aan de Honderdste Geboortedag van Koning Frederik IX
De Herinneringsmedaille aan de Honderdste Geboortedag van Koning Frederik IX, ("Mindemedaillen i Anledning af Hundredeårsdagen for Kong Frederik IX"), werd op 8 maart 1999 ingesteld door Margrethe II van Denemarken. Zij stelde de herdenkingsmedaille in om te herinneren aan wat de honderdste geboortedag van haar vader en voorganger op de Deense troon was. Frederik IX van Denemarken regereerde van 1947 tot 1974. De zilveren herinneringsmedaille werd aan 21 leden van de Koninklijke Familie en 110 leden van de hofhouding toegekend. De dragers mogen de letters M.M.11.marts 1899-1999 achter hun naam plaatsen.
Op de voorzijde van de medaille is de overleden koning in groot tenue afgebeeld. Het rondschrift luidt "FREDERICK IX KONGEN AF DANMARK".
Heren dragen de medaille aan een tot een vijfhoek gevouwen rood lint met een ingewoven wit kruis op de linkerborst.
Onderscheidingen ter gelegenheid van de honderdste geboortedag van een Deense koning worden in Denemarken sinds 1918 geslagen en uitgereikt. Tot op heden gebeurde dit viermaal.
- De Herinneringsmedaille aan de Honderdste Geboortedag van Koning Christiaan IX in 1918
- De Herinneringsmedaille aan de Honderdste Geboortedag van Koning Frederik VIII in 1943
- De Herinneringsmedaille aan de Honderdste Geboortedag van Koning Christiaan X in 1970
- De Herinneringsmedaille aan de Honderdste Geboortedag van Koning Frederik IX in 1999

Medailles van Verdienste ·
Medaille voor Langdurige Dienst ·
Medaille "Ingenio et Arti" ·
Medaille voor Nobele Daden ·
Ereteken van het Deense Rode Kruis ·
Medaille van Verdienste voor de Groenlandse Onafhankelijkheid ·
Herinneringsmedaille aan de 70e Verjaardag van Hare Majesteit Koningin Margrethe
Herinneringsmedaille aan de 75e Verjaardag van Prins Henrik

Zie ook: Historische Orden van Denemarken · Onderscheidingen in Denemarken